# Molynocoelia lutea
Molynocoelia lutea är en tvåvingeart som beskrevs av Giglio-tos 1893. Molynocoelia lutea ingår i släktet Molynocoelia och familjen borrflugor. Inga underarter finns listade i Catalogue of Life.